# Aleksander Krupa
Aleksander Krupa (sinh ngày 18 tháng 3 năm 1947), thường được ghi là Olek Krupa, là một diễn viên người Ba Lan, thường xuất hiện trong các vai diễn điện ảnh và truyền hình và nổi tiếng với vai phản diện và/hoặc tội phạm, như trong Eraser, Blue Streak, Home Alone 3 và Phi vụ Italia. Ông cũng đặc biệt miêu tả giống một vị tướng người Serb gốc Bosnia tham gia vào cuộc diệt chủng chống lại người Hồi giáo Bosnia trong Phía sau Kẻ thù năm 2001 và đóng vai Tổng thống Nga trong bộ phim hành động kinh dị Salt năm 2010. Krupa tiếp tục có những vai nhỏ trong nhiều bộ phim Hollywood, như X-Men: First Class, Hidden Figures và The Fate of the Furious.

## Sự nghiệp diễn xuất

### Phim ảnh
| Năm  | Tiêu đề                                                  | Vai diễn                    | Ghi chú                                         |
| ---- | -------------------------------------------------------- | --------------------------- | ----------------------------------------------- |
| 1984 | Far from Poland                                          | Jan (lồng tiếng)            | Phim tài liệu                                   |
| 1986 | 91/2 Weeks                                               | Bruce                       |                                                 |
| 1988 | Call Me                                                  | Hennyk                      |                                                 |
| 1989 | Misplaced                                                | Jacek's father              |                                                 |
| 1989 | Black Rainbow                                            | Tom Kuron                   |                                                 |
| 1990 | Miller's Crossing                                        | Tad                         |                                                 |
| 1990 | Men of Respect                                           | Beda                        |                                                 |
| 1992 | Mac                                                      | Polowski                    |                                                 |
| 1993 | Geoffrey Beene 30                                        | Man                         | Phim ngắn                                       |
| 1993 | Undercover Blues                                         | Zubic                       |                                                 |
| 1993 | Naked in New York                                        | unknown role                |                                                 |
| 1993 | The Contenders                                           | Romanian bureaucrat         |                                                 |
| 1995 | Fair Game                                                | Zhukov                      |                                                 |
| 1996 | Eraser                                                   | Sergei Ivanovich Petrofsky  |                                                 |
| 1996 | Under the Bridge                                         | Chưa rõ                     |                                                 |
| 1997 | Kicked in the Head                                       | Borko                       |                                                 |
| 1997 | Home Alone 3                                             | Peter Beaupre               |                                                 |
| 1998 | O.K. Garage                                              | Yannick                     |                                                 |
| 1998 | Stardust                                                 | Karol Wasacz                |                                                 |
| 1999 | Simply Irresistible                                      | Valderon                    |                                                 |
| 1999 | No Vacancy                                               | Leonard                     |                                                 |
| 1999 | Blue Streak                                              | Jean LaFleur                |                                                 |
| 1999 | Oxygen                                                   | Madelin's Lover             |                                                 |
| 2000 | The Opportunists                                         | Ted Walikaki                |                                                 |
| 2000 | Thirteen Days                                            | Andrei Gromyko              |                                                 |
| 2001 | Brooklyn Babylon                                         | Uncle Vlad                  |                                                 |
| 2001 | Behind Enemy Lines                                       | Miroslav Lokar              |                                                 |
| 2003 | Bringing Rain                                            | Head Master Gula            |                                                 |
| 2003 | The Italian Job                                          | Mashkov                     |                                                 |
| 2006 | 508 Nelson                                               | Yuri Nemov                  |                                                 |
| 2007 | The Fifth Patient                                        | Khodorov                    |                                                 |
| 2007 | Neal Cassady                                             | Julian Nabokov              |                                                 |
| 2008 | Burn After Reading                                       | Krapotkin                   |                                                 |
| 2008 | 1937                                                     | Bernard                     | Phim ngắn                                       |
| 2009 | Whatever Works                                           | Morgenstern                 |                                                 |
| 2010 | Salt                                                     | Russian President Matveyev  |                                                 |
| 2011 | X-Men: First Class                                       | Soviet Captain              |                                                 |
| 2011 | Katya                                                    | Viktor                      | Phim ngắn                                       |
| 2011 | Someday This Pain Will Be Useful to You                  | Henryk Maria                |                                                 |
| 2012 | The Dictator                                             | Gazprom Executive           |                                                 |
| 2013 | Admission                                                | Polokov                     |                                                 |
| 2013 | One Trick Dieter                                         | Tom                         | Phim ngắn                                       |
| 2013 | Blood Ties                                               | Tommy                       |                                                 |
| 2013 | Butterflies of Bill Baker                                | Dr. Burzeckaia              |                                                 |
| 2014 | I'm Obsessed with You (But You've Got to Leave Me Alone) | Stanislaw                   |                                                 |
| 2016 | Hidden Figures                                           | Karl Zielinski              | Đề cử — Gold Derby Award for Best Ensemble Cast |
| 2017 | The Fate of the Furious                                  | Russian Minister of Defence |                                                 |
| 2018 | Bel Canto                                                | Fyodorov                    |                                                 |
| TBR  | 4 Kings                                                  | Shant                       |                                                 |

### Chương trình truyền hình
| Năm       | Tên                                   | Vai diễn                    | Notes                                                             |
| --------- | ------------------------------------- | --------------------------- | ----------------------------------------------------------------- |
| 1987      | Spenser: For Hire                     | Latta                       | Tập: "The Song of Orpheus"                                        |
| 1987      | Miami Vice                            | Vater Wajda                 | Tập: "God's Work"                                                 |
| 1988      | Tattinger's                           | Vị hôn phu của Elaine       | Tập: "Virgin Spring"                                              |
| 1989      | Day One                               | Edward Teller               | Phim truyền hình                                                  |
| 1990      | The Kennedys of Massachusetts         | Eric Von Stroheim           |                                                                   |
| 1990      | Ivory Hunters                         | unknown role                | Phim truyền hình                                                  |
| 1991      | Law &amp; Order                       | Sasha Osinski               | Tập: "The Serpent's Tooth"                                        |
| 1994      | Normandy: The Great Crusade           | Jan Jesionek (voice role)   | Phim truyền hình                                                  |
| 1995      | My Antonia                            | Krajiek                     | Phim truyền hình                                                  |
| 1995      | New York Undercover                   | Don Casaloma                | Tập: "Young, Beautiful and Dead"                                  |
| 1996      | Andersonville                         | Olek Winsnovsky             | Phim truyền hình                                                  |
| 1996      | Law &amp; Order                       | Family Business             | Tập: "Victor Popov                                                |
| 1997      | Dellavenura                           | Krinsky                     | Tập: "Clean Slate"                                                |
| 1998      | Soldier of Fortune, Inc.              | Wilhelm Dieter Heinrich     | Tập: "A Walk in the Park"                                         |
| 1999      | Law &amp; Order                       | Constantin Volsky           | 2 Tập – Tập: "Refuge: Part 1" – Tập: "Refuge: Part 2"             |
| 1999      | Oz                                    | Yuri Kosygin                | 2 Tập – Tập: "Hoa Kỳ Male" – Tập: "Cruel and Unusual Punishments" |
| 2000      | Law &amp; Order: Special Victims Unit | Alex Strizkopf              | Tập: "Russian Love Poem"                                          |
| 2001      | Deadline                              | Alvi Udogova aka 'Godzilla' | Tập: "Red Herring"                                                |
| 2001      | As the World Turns                    | Inspector Guido Boggia      | vai trò định kỳ (4 Tập)                                           |
| 2003      | Law &amp; Order: Criminal Intent      | Ben Laurette                | Tập: "Undaunted Mettle"                                           |
| 2004      | Monk                                  | Elmer Gratnik               | Tập: "Mr. Monk Takes Manhattan"                                   |
| 2004      | The Grid                              | Stana Moore                 | Television Miniseries (6 Tập)                                     |
| 2008      | New Amsterdam                         | Viktor Brodsky              | Tập: "Reclassified"                                               |
| 2009      | Life on Mars                          | Vasilli Lukin               | Tập: "Take a Look at the Lawmen"                                  |
| 2011      | Blue Bloods                           | Maximilian Gruschenko       | Tập: "Family Ties"                                                |
| 2011      | White Collar                          | Alec                        | Tập: "Scott Free"                                                 |
| 2011      | Person of Interest                    | Ivan Yogorov                | Tập: "Witness"                                                    |
| 2013–2017 | The Americans                         | General Vijktor Zhukov      | recurring role (3 Tập)                                            |
| 2015      | Forever                               | The King                    | Tập: "The King of Columbus Circle"                                |
| 2015      | The Blacklist                         | Leonid Javin                | Tập: "Ruslan Denisov (No. 67)"                                    |
| 2015      | Madam Secretary                       | President Pavel Ostrov      | recurring role (3 Tập)                                            |
| 2016      | MacGyver                              | Victor                      | Tập: "Wire Cutter"                                                |
| 2016      | Divorce                               | Gustav                      | Tập: "Gustav"                                                     |
| 2017      | Iron Fist                             | Radovan Bernivig            | recurring role (3 Tập)                                            |
| 2017      | Elementary                            | Fyodor Ukhov                | Tập: "Fly Into a Rage, Make a Bad Landing"                        |